# Albert Uustulnd

Skulptur von Albert Uustulnd in Kuressaare.

Albert Uustulnd (* 6. November 1925 in Suure-Rootsi; † 9. August 1997 in Kuressaare) war ein  estnischer Schriftsteller.

## Leben
Uustulnd ging nach der Grundschule in seinem Heimatdorf 1940 aufs Gymnasium in Kuressaare, wo er 1943 während der deutschen Besetzung von Estland in die Wehrmacht mobilisiert wurde. Zwar gelang es ihm 1944 angeblich zu desertieren, aber möglicherweise floh er auch nur vor der heranrückenden Roten Armee, die ihn in ein Kriegsgefangenenlager steckte. Von dort führte der Weg nach einer Verurteilung zu zehn Jahren Haft nach Sibirien, von wo er jedoch wenige Jahre später durch gefälschte Papiere zurückkehren konnte. 1948 konnte er dann in Kuressaare sein Abitur machen.
Anschließend studierte er im Fernstudium am Tallinner Polytechnikum Wirtschaftswissenschaften. Er schloss das Studium 1954 ab und arbeitete danach im Fischereiwesen, später auch in anderen Wirtschaftssparten. Seit 1977 war er Leiter der Marketingabteilung der größten Fischereikolchose auf Saaremaa, Saare Kalur. Seine Dienstzeit in der deutschen Wehrmacht wurde ihm von den sowjetestnischen Funktionären lange vorgehalten, weswegen er nie Mitglied des Estnischen Schriftstellerverbandes geworden ist.

## Werk
Uustulnd debütierte bereits 1948 als Dramatiker mit einem Schauspiel, das in der Schule aufgeführt wurde. In den 1950er-Jahren folgten Volksschwänke, die meistens in kleineren Theatern inszeniert wurden. Außerdem verfasste er auch Hörspiele und zahlreiche populär gewordene Liedertexte.
Am bekanntesten geworden ist Uustulnd jedoch mit seinen Romanen, die durchweg das Leben der Inselbevölkerung zum Thema haben. Damit steht er in einer Reihe mit August Mälk, Aadu Hint und Juhan Smuul. Sein Hauptwerk bildet die Pentalogie Tummelplatz der Winde, die insgesamt sieben Bücher umfasst (einige Bände erschienen in zwei Teilen) und zwischen 1985 und 1998 publiziert wurde. Hierin wird das Schicksal der Küstenbewohner vom Ende des 19. Jahrhunderts bis zum Ende des Zweiten Weltkriegs geschildert.
In der Kritik wurde bisweilen der reiche Wortschatz des Autors gelobt, aber einige Kollegen fanden auch bei manchem Roman, dass lediglich das Vergangene noch einmal in Erinnerung gerufen würde, ohne ein höheres Abstraktionsniveau zu erreichen.

## Auszeichnungen
- 1986 Eduard-Vilde-Preis
- 1995 Anton-Hansen-Tammsaare-Preis der Gemeinde Albu

## Bibliografie
- Meri põleb ('Das Meer brennt'). Tallinn: Eesti Raamat 1969. 315 S.
- Avali väraval ('Am offenen Tor'). Tallinn: Eesti Raamat 1977. 208 S.
- Meri, mehed ja jumalad ('Das Meer, Männer und Götter') Tallinn: Eesti Raamat 1980. 286 S.
- Tuulte tallermaa I–V ('Tummelplatz der Winde I–V'). Tallinn: Eesti Raamat 1985. 334 S.; Tallinn: Eesti Raamat 1990. 364 S.; Tallinn: Eesti Raamat 1994. 172 + 197 S.; Kuressaare: G. Trükk 1996. 191 + 207 S.; Kuressaare: TormiKiri 1998. 216 S.
- Lambeti graafik ('Lambets Fahrplan'). Tallinn: Eesti Raamat 1987. 157 S.
- Acheroni kaldal ('Am Ufer des Acheron'). Tallinn: Eesti Raamat 1991. 286 S.
- Kui jumalad nutsid ('Als die Götter weinten'). Tallinn: Eesti Raamat 1995. 127 S.
- Rannavälja ('Die Weite des Strandes'). Kuressaare: G. Trükk 1997. 197 S.

## Sekundärliteratur
- Eerik Teder: Elurõõmu ja eluarmastuse kirjanik, in: Keel ja Kirjandus 11/1985, S. 676–677.
- Mall Jõgi: Oma saar – Õnnelike saar?, in: Kirjanduse Jaosmaa 1986. Tallinn: Eesti Raamat 1988, S. 226–230.
- Oskar Kruus: Klassikalise jutustamisviisiga Uustulnd, in: Looming 5/1991, S. 705–707.
- Ülo Tuulik: Edaspidi paremini veelgi, in: Looming 10/1991, S. 1430–1432.
- Oskar Kruus: In memoriam Albert Uustulnd, in: Looming 9/1997, S. 1293–1294.
- Ülo Tuulik: Mälestades Albert Uustulndi, in: Keel ja Kirjandus 11/1997, S. 783–784.
- Enn Kreem: Neli merekirjanikku, neli saarlast, in: Looming 8/1998, S. 1242–1255.